# Gaîté (métro de Paris)
Pour les articles homonymes, voir Gaîté.
Gaîté est une station de la ligne 13 du métro de Paris, située dans le 14e arrondissement de Paris.

## Situation
La station est établie à la limite administrative entre le quartier du Montparnasse à l'est et le quartier de Plaisance au sud, non loin de leurs limites respectives avec le quartier Necker à l'ouest (ce dernier secteur appartenant au 15e arrondissement). Elle se trouve sous l'avenue du Maine, à l'intersection avec la rue de la Gaîté d'une part et la rue Vercingétorix d'autre part. Orientée approximativement selon un axe nord-sud, elle s'intercale entre les stations Montparnasse - Bienvenüe et Pernety.

## Histoire
La station est ouverte le 21 janvier 1937 avec la mise en service du premier tronçon de l'ancienne ligne 14, entre Porte de Vanves et Bienvenüe (aujourd'hui Montparnasse - Bienvenüe).
Elle doit sa dénomination à son implantation au débouché de la rue de la Gaîté, dont le nom provient du voisinage des anciennes barrières du Maine et du Montparnasse, autrefois bordées de guinguettes, restaurants et théâtres qui firent de cette rue leur artère principale.
Le 9 novembre 1976, à la suite de la fusion de la ligne 14 avec l'actuelle ligne 13, la station est transférée à cette dernière, laquelle est alors prolongée par phases successives depuis son terminus sud initial de Saint-Lazare et relie dorénavant Saint-Denis - Basilique (actuelle station Basilique de Saint-Denis) au nord-est ou Porte de Clichy au nord-ouest à Châtillon - Montrouge au sud.
Dans le cadre du programme « Renouveau du métro » de la RATP, les couloirs de la station et l'éclairage des quais sont rénovés le 15 juillet 2001.
La station porte comme sous-titre Joséphine Baker depuis le 30 novembre 2021, à la suite de l'entrée de cette artiste de music-hall au Panthéon le jour même, en raison de la proximité avec Bobino, le dernier théâtre où elle s'est produite. Cet ajout est la concrétisation du souhait de la présidence de la République de voir le nom de Joséphine Baker inscrit sur une station du métro parisien. Un hommage lui avait déjà été rendu le 25 septembre 2000 en attribuant son nom à la place Joséphine-Baker, un espace proche de la station Edgar Quinet de la ligne 6, vers l'autre extrémité de la rue de la Gaîté.
La station est ainsi la seconde du réseau à rendre hommage à une personnalité féminine à travers son sous-titre, après Europe sur la ligne 3, sous-titrée en l'honneur de Simone Veil depuis 2018.
Du 18 au 20 juillet 2025, la station est la première de la ligne 13 à voir ses quais rehaussés afin de permettre l'accueil du nouveau matériel MF 19, tout en préparant l'installation ultérieure de portes palières dans le cadre de l'automatisation de la ligne précitée. Cette opération nécessite alors la fermeture de la station au trafic de voyageurs pendant toute la durée des travaux d'adaptation.

### Fréquentation
Selon les estimations de la RATP, la station a vu entrer 2 713 799 voyageurs en 2019, ce qui la place à la 193e position des stations de métro pour sa fréquentation,. En 2020, avec la crise du Covid-19, son trafic annuel tombe à 1 205 958 voyageurs, la reléguant alors au 214e rang, avant de remonter courant 2021 avec 1 644 148 voyageurs comptabilisés, ce qui rétrograde cependant à la 216e position des stations du réseau pour sa fréquentation cette année-là.

## Services aux voyageurs

### Accès
La station dispose de cinq accès, dont la plupart sont constitués d'escaliers fixes établis de part et d'autre de l'avenue du Maine :
- l'accès no 1 « Rue Vercingétorix - Hôpital Léopold-Bellan » débouchant au droit du no 82 de l'avenue précitée, face au centre commercial des Ateliers Gaîté ;
- l'accès no 2 « Centre commercial - Rue du Commandant-René-Mouchotte » comprenant un couloir donnant directement accès au sous-sol du centre commercial précité, à proximité des sorties no 1 et 3 situées en surface ;
- l'accès no 3 « Avenue du Maine » se trouvant au droit du no 78 de ladite avenue, également face aux Ateliers Gaîté ;
- l'accès no 4 « Rue Vandamme » se situant au droit du no 73 de l'avenue ;
- l'accès no 5 « Rue de la Gaîté - Les théâtres » débouchant face au no 77 de l'avenue.

Les trémies des accès no 1, 4 et 5 sont agrémentées de mâts avec un « M » jaune inscrit dans un cercle, ainsi que d'une balustrade de facture simple en acier peint en vert pour les deux derniers, d'un modèle apparu après la Seconde Guerre mondiale. Les bouches de métro faisant face au centre commercial des Ateliers Gaîté (accès no 1 et 3) sont dotées d'entourages d'aspect plus sobre encore, en acier laissé brut (non peint).

Accès à la station
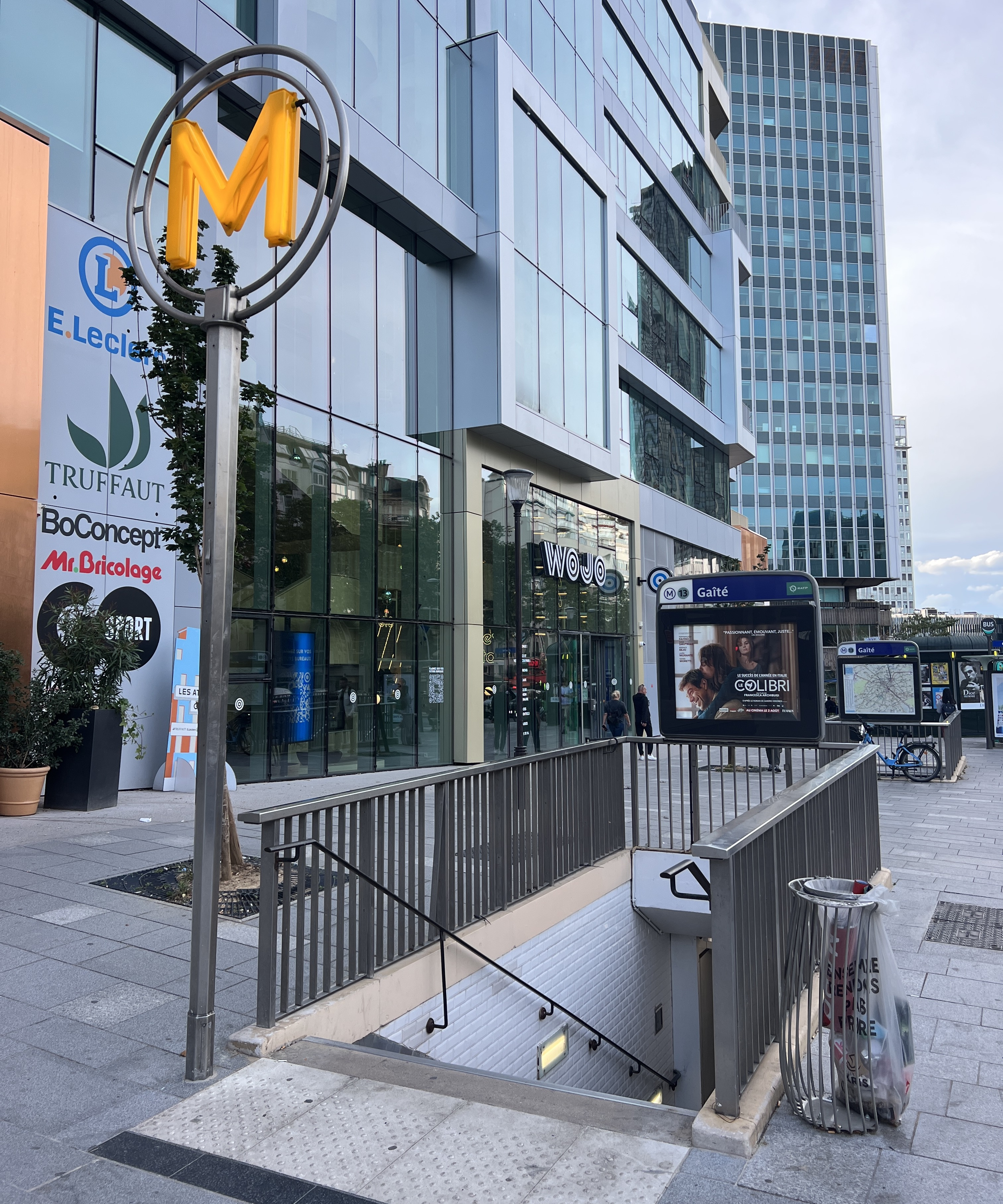
L'accès no 1, « Rue Vercingétorix ».
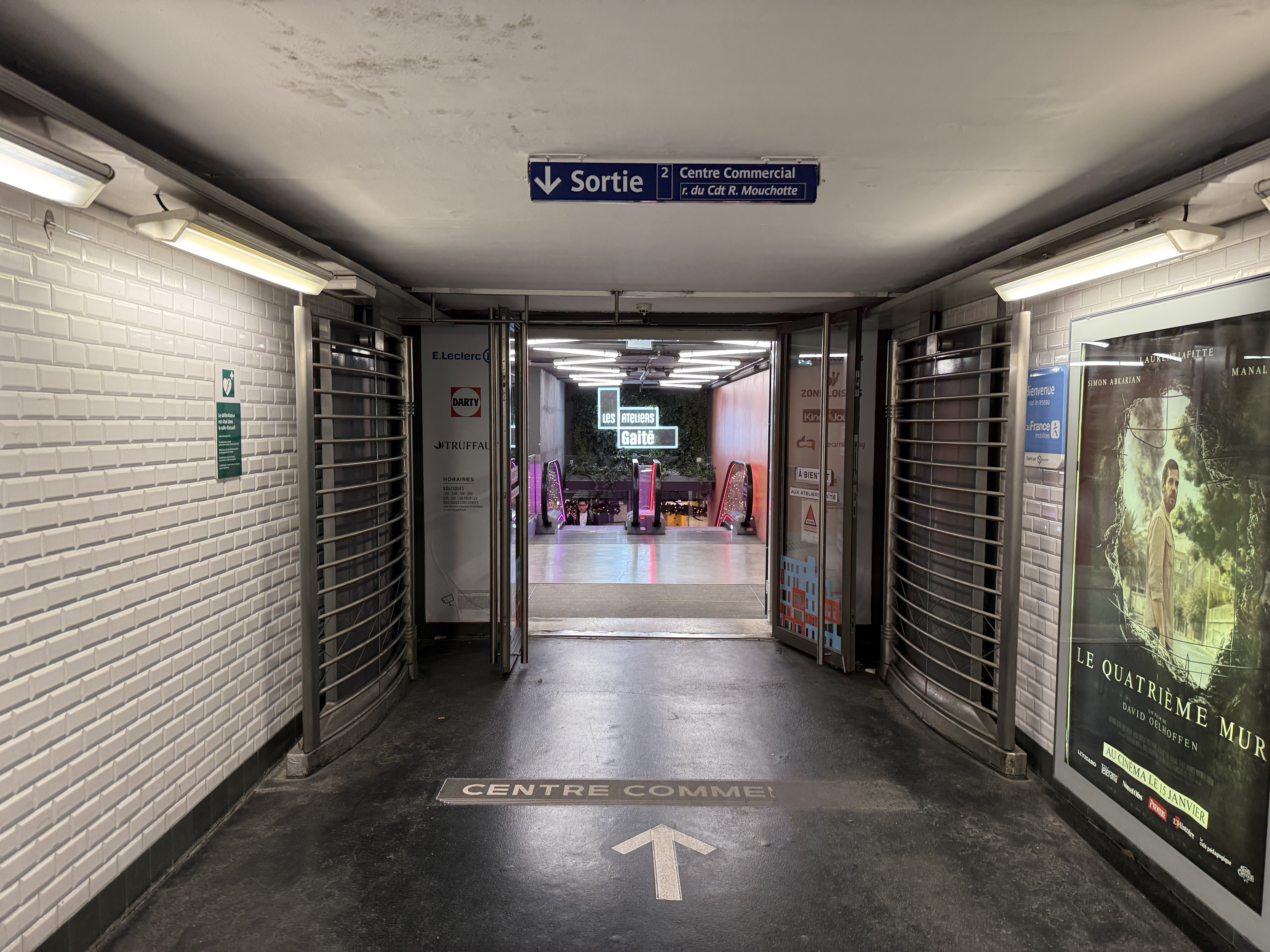
L'accès no 2, « Centre commercial », au fond du couloir transversal.
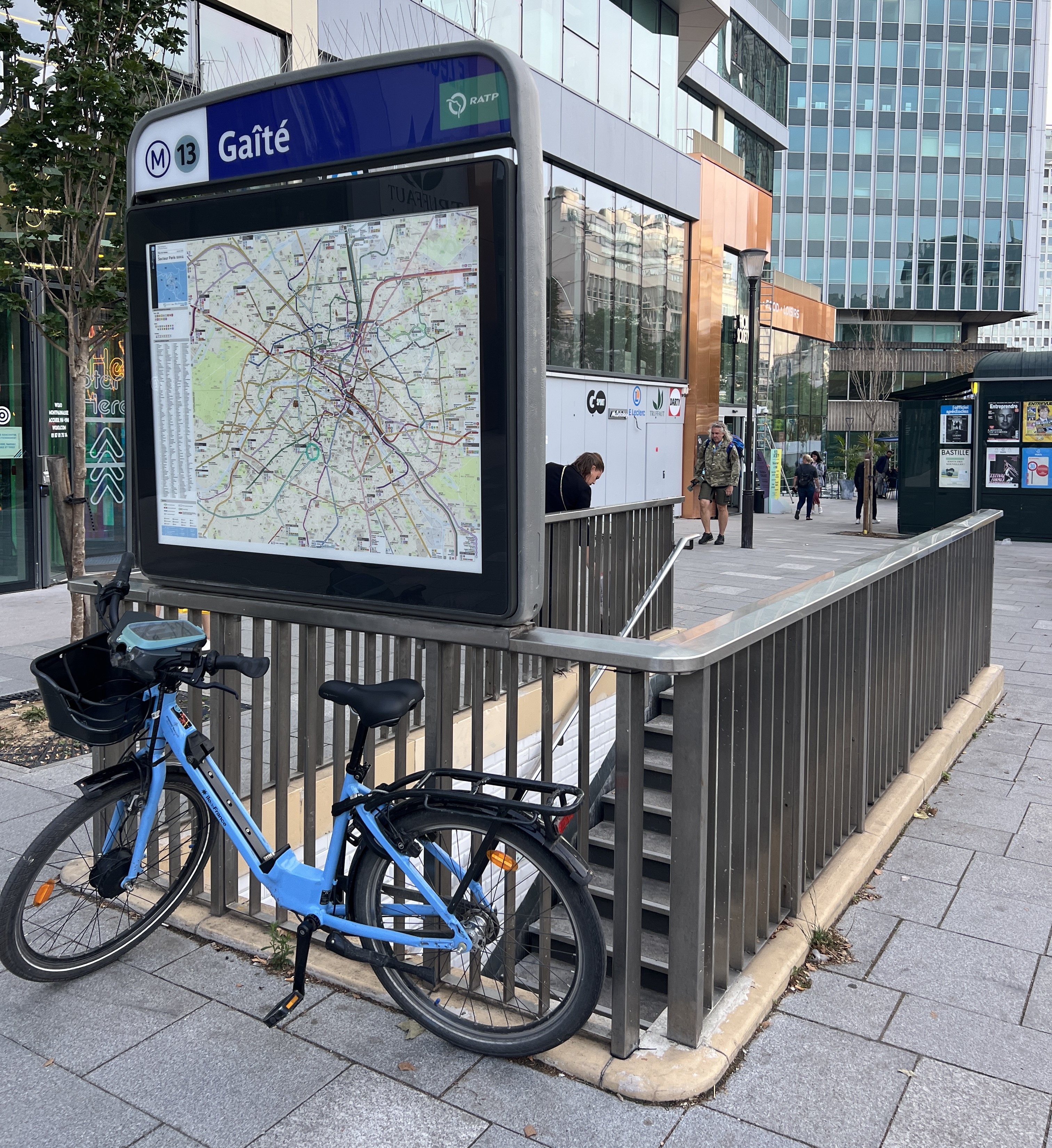
L'accès no 3, « Avenue du Maine ».
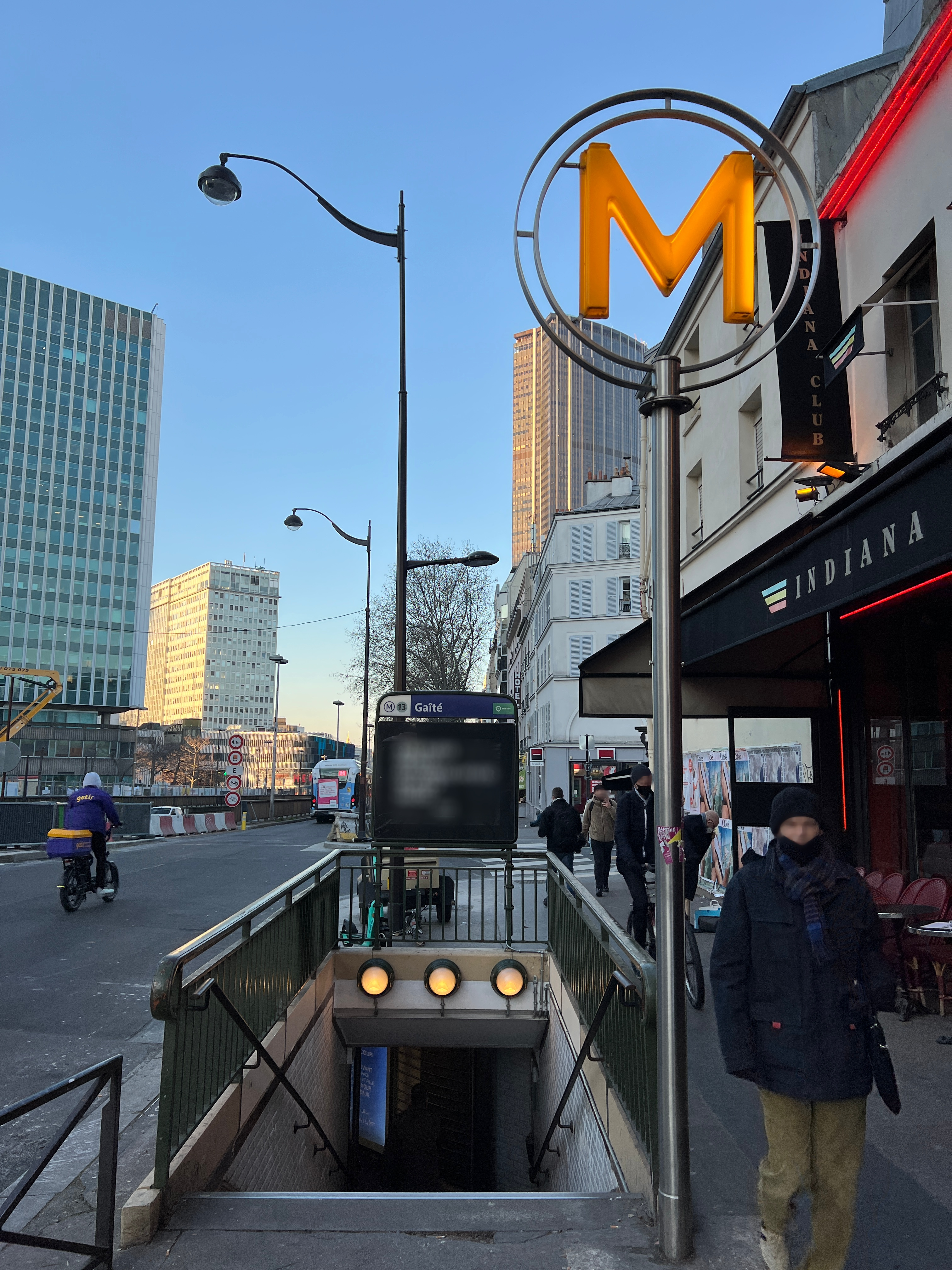
L'accès no 4, « Rue Vandamme ».
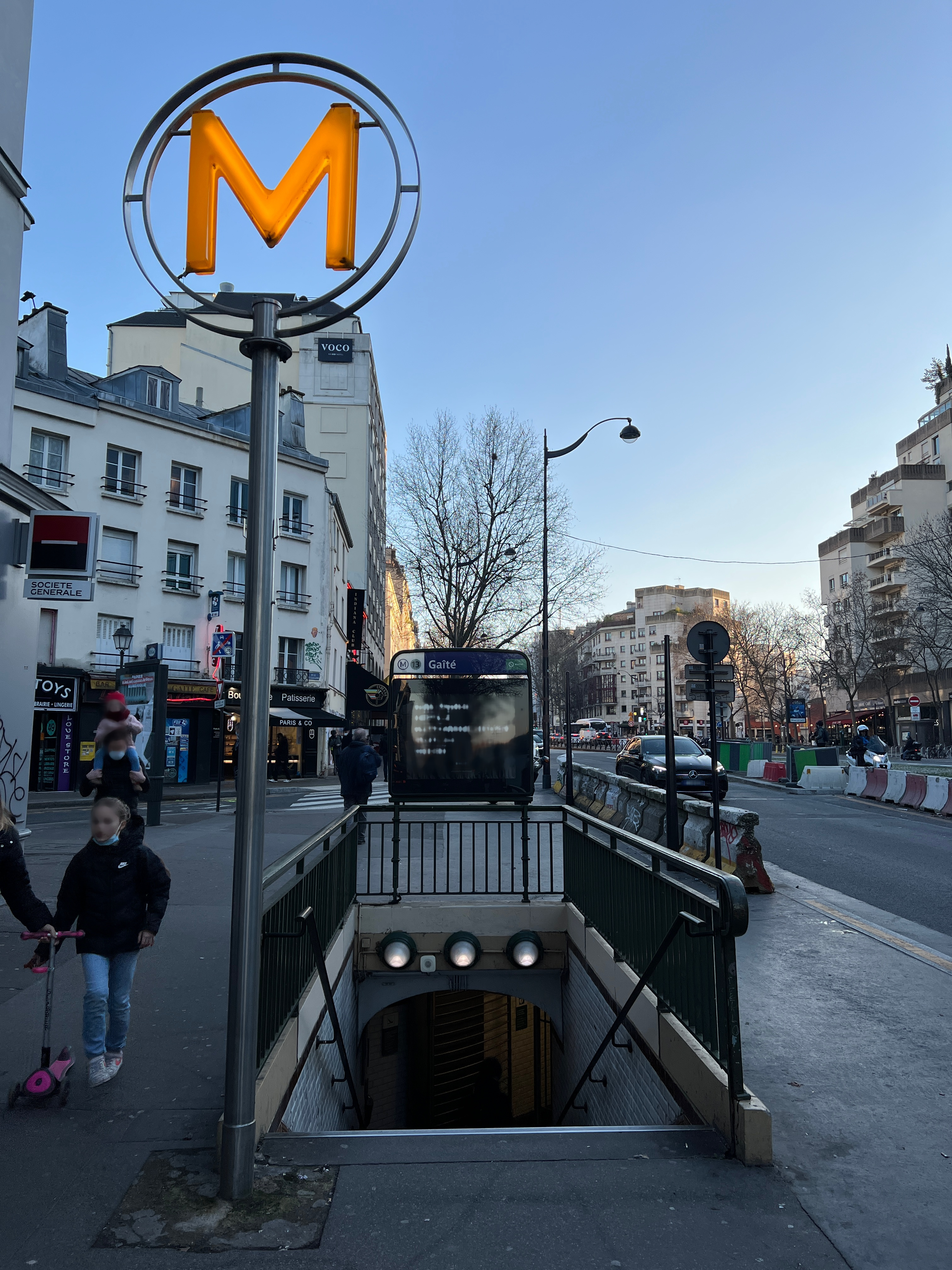
L'accès no 5, « Rue de la Gaîté ».

Un couloir transversal, accessible aux piétons sans nécessiter de se munir d'un titre de transport, rend possible la traversée de l'avenue du Maine, auparavant infranchissable à cet endroit au niveau de la voirie en raison de la présence en son centre d'une trémie d'accès sud au souterrain de cette avenue. Ce dernier a été créé afin de permettre aux automobilistes de passer sous l'esplanade piétonne de la place Raoul-Dautry, laquelle coupe l'avenue en deux au droit de la gare de Paris-Montparnasse, au sud-ouest, et de la tour Montparnasse, au nord-est.

### Quais
Gaîté est une station de configuration standard pour le métro de Paris : elle possède deux quais, d'une longueur conventionnelle de 75 mètres, séparés par les voies du métro situées au centre et la voûte est elliptique. La décoration est du style utilisé pour la majorité des stations du métro : les bandeaux d'éclairage sont blancs et arrondis dans le style « Gaudin » du renouveau du métro des années 2000, et les carreaux en céramique blancs biseautés recouvrent les pieds-droits, la voûte ainsi que les tympans. Les cadres publicitaires sont en faïence de couleur miel à motifs végétaux et le nom de la station est également incorporé dans la céramique murale, selon le style décoratif d'entre-deux-guerres de la CMP d'origine, tandis que le sous-titre figure en police de caractères Parisine sur des plaques émaillées aux dimensions réduites. Les sièges sont de style « Motte » de couleur rouge.

Quais de la station
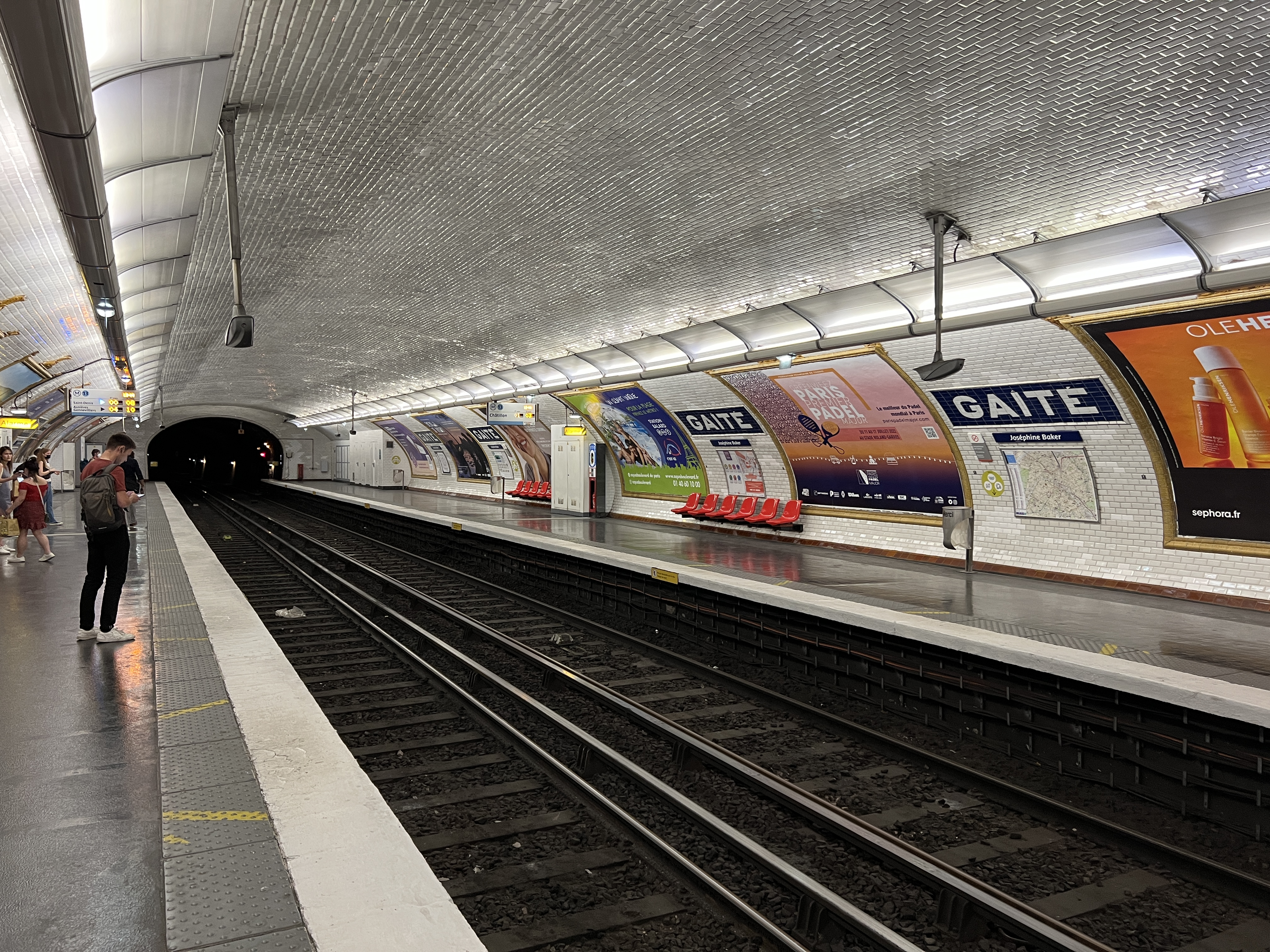
Les quais vus en direction de Châtillon - Montrouge.
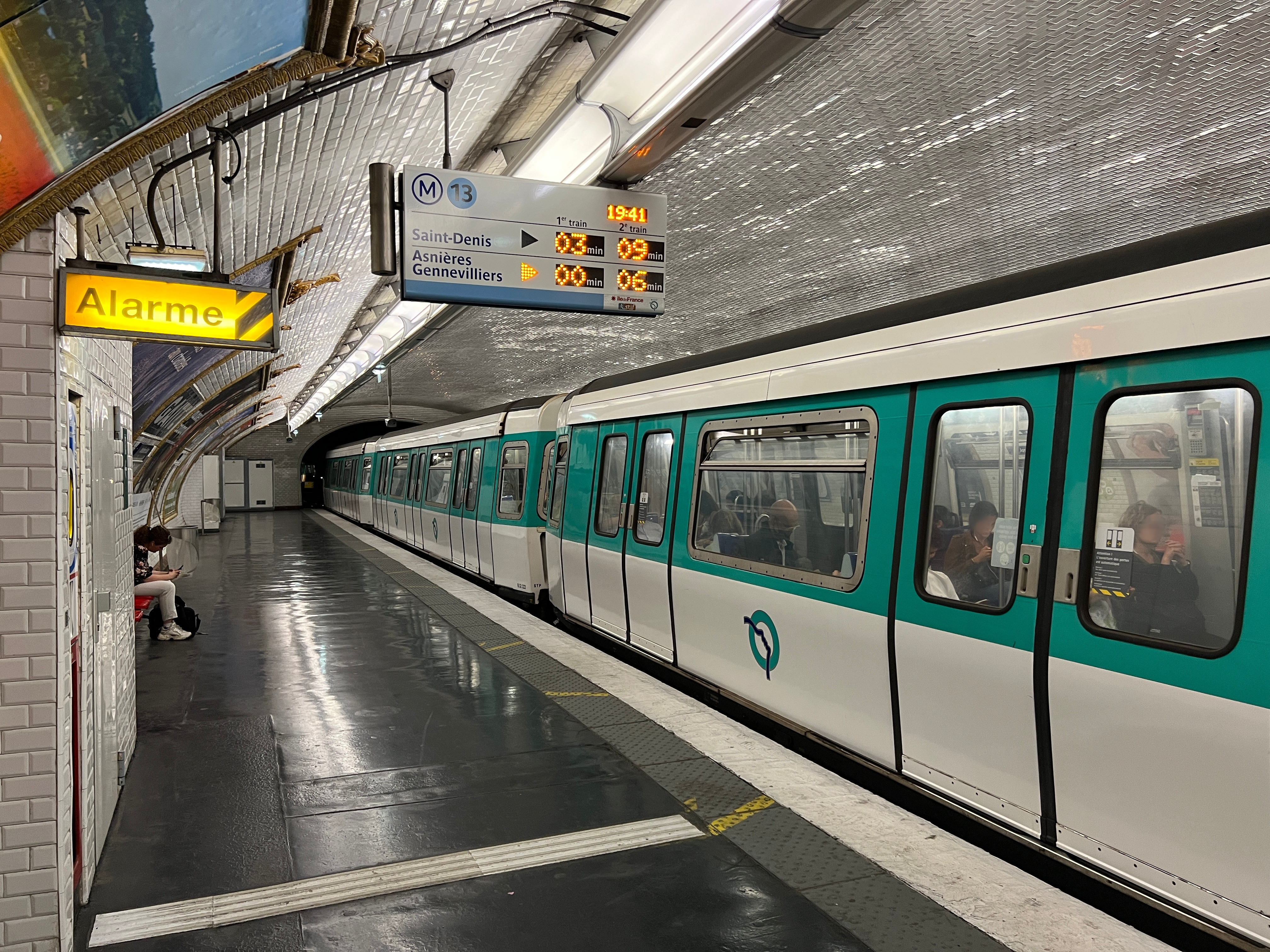
Arrêt d'une rame MF 77 rénovée pour Les Courtilles.
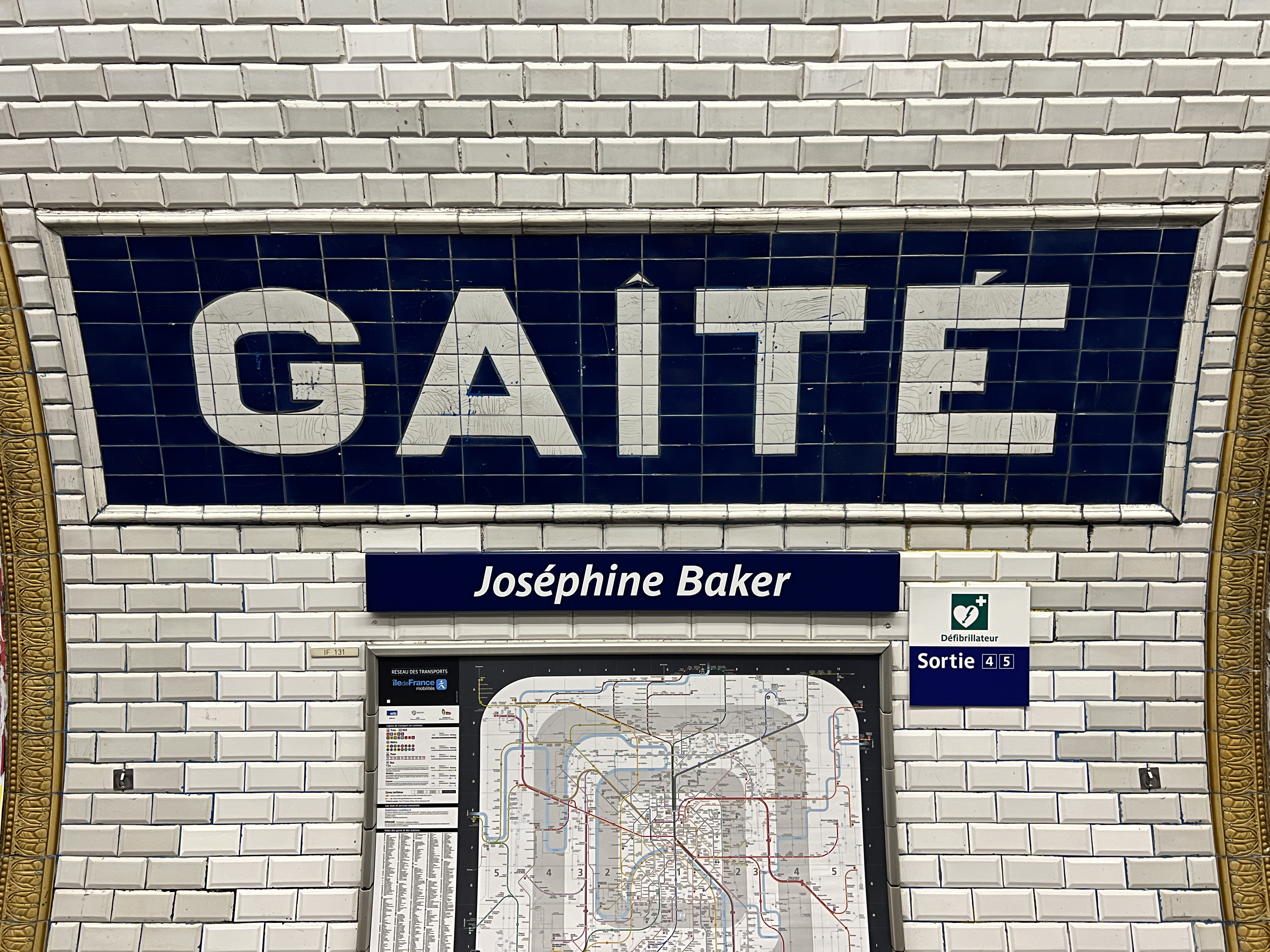
Faïence murale indiquant le nom de la station et plaque émaillée portant son sous-titre.

### Intermodalité
La station est desservie par les lignes de bus 58, 59, 88 et 92 du réseau de bus RATP et, la nuit, par la ligne N63 du Noctilien.

## À proximité
- Quartier du Montparnasse
- La rue de la Gaîté et ses multiples théâtres, parmi lesquels :
  - Le théâtre de la Gaîté-Montparnasse
  - Le théâtre Montparnasse
  - Le théâtre du Petit-Montparnasse
  - Bobino
- Cimetière du Montparnasse
- ZAC Guilleminot-Vercingétorix
- Jardin du Moulin-des-Trois-Cornets
- Siège de l'Observatoire français des conjonctures économiques
- Échelles du Baroque
- Jardin Atlantique